# VC Oudegem
VC Oudegem is een Belgische volleybalclub uit Oudegem.

## Geschiedenis
De club werd opgericht in 1978 in de schoot van Jeugdhuis Move uit Oudegem. Drijvende kracht achter het project was huidig voorzitster Gerdi De Kimpe en enkele van haar vriendinnen.
In 2008 deed de club - onder coach Anja Duyck - voor het eerst in haar bestaan haar intrede in de eredivisie van de damescompetitie. Sindsdien werd de club tweemaal vice-landskampioen (2017 en 2018). Ook won Oudegem tweemaal de Beker van België (2013 en 2022) en was het tevens tweemaal verliezend finalist (2018 en 2021).

## Palmares

### Nationaal
- Liga A

vice-kampioen (2×): 2017 en 2018
- Beker van België

winnaar (2×): 2013 & 2022
finalist (2×): 2018 & 2021

### Europees
- 1/16e finale CEV Cup: 2017/18

## Teams
- VC Oudegem in het seizoen 2019-20
- VC Oudegem in het seizoen 2020-21
- VC Oudegem in het seizoen 2021-22

## Bekende (ex-)speelsters
- Anke Allemeersch
- Jasmien Biebauw
- Fien Callens
- Lorena Cianci
- Nina Coolman
- Charlotte Coppin
- Valérie Courtois
- Bente Daniëls
- Bente Deckers
- Alixe Degelin
- Justine Delanote
- Nel Demeyer
- Nikita De Paepe
- Ans Devreese
- Justine D'Hondt
- Sara Docquier
- Sarah Dovogja
- Lore Gillis
- Jodie Guilliams
- Linde Hervent
- Marlies Janssens
- Mira Juwet
- Bieke Kindt
- Femke Kindt
- Sarah Kustermans
- Lara Nagels
- Lisa Neyt
- Ewa Piatkowska
- Elien Ruysschaert
- Ineta Savicka
- Julie Smeets
- Lucie Tison
- Felice Vanassche
- Stephanie Van Bree
- Jutta Van de Vyver
- Lise Van Hecke
- Elise Van Sas
- Lena Versteynen
- Margo Voets
- Dauke Vreys
- Anke Waelkens
- Jolien Wittock